# Гаутен (місто)
Гаутен (нід. Houten, нід. вимова: [ˈɦʌutə(n)] ( прослухати)) — місто і муніципалітет у Нідерландах, у провінції Утрехт. Розташоване на південний схід від Утрехт між трасами A12, A27 і річкою Лек. Муніципалітет має 50 593 мешканців (на 31 січня 2023) і має площу приблизно 59 км².

## Населені пункти
До складу муніципалітету Гаутен крім однойменного міста входять населені пункти:
Села
- 'т-Гой
- Схалквейк
- Тюлл-ен-'т-Вал

Селища
- Ауд-Вюлвен
- Гемстеде

## Топографія
Нідерландська топографічна карта муніципалітету Гаутен, червень 2015 року